# あたりのキッチン!
『あたりのキッチン!』は、白乃雪による日本の漫画。『月刊アフタヌーン』（講談社）にて、2016年5月号に読み切りで掲載された後、2017年1月号から2018年11月号まで連載された。
コミュニケーション能力ゼロだが、調味料の微細な配合まで完璧にわかる「絶対味覚」を持つ女子大生が「これまでの自分を変えたい!」と思い切って飛び込んだ定食屋でアルバイトを始め、想いを込めた料理を通して、ちょっと訳ありな客の心をほぐし、温めていくハートフルグルメストーリー。
2023年10月から、東海テレビにてテレビドラマが放送された。

## 登場人物
辺 清美（あたり きよみ）
小正大学の国際教養学部1年生。18歳。極度の対人恐怖症だが、「絶対味覚」を持ち、大好きな料理を介すれば、人とかかわれるのではと考え、定食屋「阿吽」でアルバイトを始める。
中江 善次郎（なかえ ぜんじろう）
定食屋「阿吽」の店主。42歳。1年前に妻を亡くして、清美をアルバイトに雇う。
中江 清正（なかえ きよまさ）
善次郎の息子。小正高校の男子高生。野球部で部活に明け暮れていたが、清美がバイトを始め店にかかわるようになる。 清美にほのかな想いを寄せる。

## 書誌情報
- 白乃雪 『あたりのキッチン!』 講談社〈アフタヌーンKC〉、全4巻
  1. 2017年4月21日発売[講 1]、ISBN 978-4-06-388253-7
  2. 2017年10月23日発売[講 2]、ISBN 978-4-06-388298-8
  3. 2018年4月23日発売[講 3]、ISBN 978-4-06-511236-6
  4. 2018年10月23日発売[講 4]、ISBN 978-4-06-513211-1

## テレビドラマ
2023年10月14日から12月23日まで、東海テレビ・フジテレビ系列の「土ドラ」枠で放送された。主演は桜田ひより。

### キャスト

#### 主要人物
辺清美（あたり きよみ）〈20〉
演 - 桜田ひより（幼少期：泉谷星奈、少女期：大貝瑠美華）
小正大学国際教養学部の3年生。極度の人見知りだが、「絶対味覚」を持ち、料理の腕はピカイチ。就職活動を前に「これまでの自分を変えたい!」と定食屋「阿吽」でアルバイトを始める。
中江善次郎（なかえ ぜんじろう）〈52〉
演 - 渡部篤郎
定食屋「阿吽」の店主。
中江清正（なかえ きよまさ）〈18〉
演 - 窪塚愛流（幼少期：周郷一颯）
善次郎の息子。小正高校の3年生。原作と違って、サッカー部員である。
鈴代桜（すずしろ さくら）〈20〉
演 - 工藤美桜
小正大学医学部の3年生。頭脳明晰で、勉強を趣味としている。

#### 周辺人物
兼原秋斗（かねはら あきと）〈20〉
演 - 遠藤健慎
小正大学商学部の2年生。1浪。桜と親しくなるため清美に協力を仰ぐ。
辺明美（あたり あけみ）〈40〉
演 - 原沙知絵
清美の叔母。清美が5歳のころから親代わりとして育ててきた。
楠木ハル（くすのき ハル）〈52〉
演 - 峯村リエ
善次郎の幼馴染。フラワーショップの店主。
中江朋子（なかえ ともこ）
演 - 西尾まり
善次郎の亡き妻。
朝日守
演 - 植木祥平
清美の亡き父。

#### ゲスト

##### 第2話
千明勝
演 - 宮本龍之介
洋菓子店「ちあき」の息子。

##### 第3話
小野
演 - 田中奏生（第8-10話）
清正のサッカー部の仲間。
中澤
演 - 小林拓司（第8-10話）
清正のサッカー部の仲間。

##### 第7話
鈴代雪江（すずしろ ゆきえ）
演 - 赤間麻里子
桜の母。
鈴代アキ（すずしろ あき）
演 - 吉田幸矢
桜の祖母。

##### 第8話
広井知世
演 - 西畑澪花
マルフクのインターン生。
木内啓介
演 - 堀海登
マルフクのインターン生。

##### 第9話
大曽根樹
演 - 森島律斗（第10-11話）
「和食おおそね」料理長の息子。
大曽根林太郎
演 - 橋本じゅん（第11話）
「和食おおそね」料理長。

### スタッフ
- 原作 - 白乃雪『あたりのキッチン!』（講談社アフタヌーンKC）[6]
- 企画 - 市野直親（東海テレビ）[6]
- 脚本 - 橋本夏[6]、ニシオカ・ト・ニール[6]
- 音楽 - MAYUKO[6]、眞鍋昭大[6]
- 主題歌 - ざきのすけ。「オレンジ」（ソニー・ミュージックレーベルズ）[13]
- オープニング曲 - 松田今宵「甘じょっぱい」（SDR）[14]
- 料理監修 - 笠原将弘[15]
- 演出 - 岩田和行（共同テレビ）[6]、菊川誠[6]、本間利幸[6]
- プロデューサー - 遠山圭介（東海テレビ）[6]、貸川聡子（共同テレビ）[6]
- 制作協力 - 共同テレビ
- 制作著作 - 東海テレビ

### 放送日程
| 話数   | 放送日   | サブタイトル                                                         | サブタイトル               | 脚本                 | 演出     |
| 話数   | 放送日   | 地上波                                                               | 配信                       | 脚本                 | 演出     |
| ------ | -------- | -------------------------------------------------------------------- | -------------------------- | -------------------- | -------- |
| 第1話  | 10月14日 | 絶対味覚でもてなし疲れた体に染みわたる 絶品鶏みぞれうどん            | 鶏みぞれうどん             | 橋本夏               | 岩田和行 |
| 第2話  | 10月21日 | 下処理と㊙︎隠し味!? 食欲がなくても絶対に食べたくなる極上サバ味噌煮!!  | サバの味噌煮               | 橋本夏               | 岩田和行 |
| 第3話  | 10月29日 | 驚きの食感と肉汁!! 人をつなぐメンチカツ 隠し味に込めた思いと母の愛情 | 人をつなぐメンチカツ       | 橋本夏               | 菊川誠   |
| 第4話  | 11月04日 | 辛さ苦手でも大丈夫 激ウマピリ辛麻婆豆腐 食べ方にもひと工夫           | ピり辛麻婆豆腐             | 橋本夏               | 菊川誠   |
| 第5話  | 11月11日 | 具材柔らかとろけるこの時期嬉しい豚汁!! コクだしの㊙︎調味料でひと工夫  | 巣立ちの豚汁               | 橋本夏               | 本間利幸 |
| 第6話  | 11月18日 | 店のピンチを救え!! 酸味が食欲をそそる… 極上!! ブリ南蛮漬け           | ブリの南蛮漬け             | ニシオカ・ト・ニール | 木下高男 |
| 第7話  | 11月25日 | レトロな思い出の味 喫茶店風ナポリタン!! ソース焼く!?&最後の㊙︎隠し味  | 昔ながらのナポリタン       | ニシオカ・ト・ニール | 菊川誠   |
| 第8話  | 12月02日 | 肉々しいから揚げに合わせる ㊙︎タレ登場&大一番に食べたい絶品水餃子!!   | 大一番の水餃子             | 橋本夏               | 岩田和行 |
| 第9話  | 12月09日 | スパイスと㊙︎隠し味 辛さが苦手でも大丈夫 絶品スパイシーお子様カレー!! | スパイシーお子様カレー     | 橋本夏               | 本間利幸 |
| 第10話 | 12月16日 | 亡き父の思い出の味 絶品ちらし寿司に涙… 肉肉しいメンチカツの㊙︎極意!!  | 思い出のちらし寿司         | 橋本夏               | 岩田和行 |
| 最終話 | 12月23日 | 味噌が染みる石狩鍋 食べ応え&食感抜群!! ハンバーグ定食登場            | 食べ応えしっかりハンバーグ | 橋本夏               | 岩田和行 |

- 第3話は『日本シリーズ 第1戦 オリックス×阪神』の放送に伴い65分繰り下げられ、翌0時45分 - 1時40分に放送された。
- 第6話は『土曜プレミアム 映画翔んで埼玉まさかの続編公開記念』（21時 - 23時15分）の放送に伴い5分繰り下げられ、23時45分 - 翌0時40分に放送された。

| 東海テレビ制作・フジテレビ系 土ドラ                                               | 東海テレビ制作・フジテレビ系 土ドラ             | 東海テレビ制作・フジテレビ系 土ドラ                                    |
| 前番組                                                                            | 番組名                                          | 次番組                                                                 |
| --------------------------------------------------------------------------------- | ----------------------------------------------- | ---------------------------------------------------------------------- |
| 東海テレビ×WOWOW共同製作連続ドラマ ギフテッド Season1 （2023年8月12日 - 10月1日） | あたりのキッチン! （2023年10月14日 - 12月23日） | おっさんのパンツがなんだっていいじゃないか! （2024年1月6日 - 3月16日） |

### 講談社コミックプラス
以下の出典は講談社コミックプラス（講談社）内のページ。書誌情報の発売日の出典としている。
1. ↑  “『あたりのキッチン!（1）』（白乃 雪）”. 講談社コミックプラス.   講談社. 2022年8月25日閲覧。
2. ↑  “『あたりのキッチン!（2）』（白乃 雪）”. 講談社コミックプラス.   講談社. 2022年8月25日閲覧。
3. ↑  “『あたりのキッチン!（3）』（白乃 雪）”. 講談社コミックプラス.   講談社. 2022年8月25日閲覧。
4. ↑  “『あたりのキッチン!（4）』（白乃 雪）”. 講談社コミックプラス.   講談社. 2022年8月25日閲覧。